# Барг (Шираз)
Футбольний клуб Барг (Шираз) або просто Барг (перс. برق شيراز) — професіональний іранський футбольний клуб з міста Шираз. Зараз команда виступає в Третьому дивізіоні чемпіонату Ірану. Раніше «Барг» виступав у другому дивізіоні, але через фінансові проблеми був понижений у класі. Головний спонсор клубу — муніципальна електрична компанія.

## Історія

### Заснування
У 1946 році група юнаків на чолі з Ібрагімом Нематоллагі, які працювали на заводі Шираг Барг (по випуску електричних ламп) й обожнювали футбол, вирішили створити футбольний клуб. Фабрика стала спонсором цієї команди, але протягом перших декількох років клуб відчував фінансові проблеми. Протягом нетривалого періоду команду спонсорувала міська рада, але через деякий час прийшов нинішній спонсор, Електрична компанія Ширазу.
ФІФА офіційно зафіксувало, що «Барг» (Шираз) є найстаршим «активним» футбольним клубом Ірану та одним з найстарших футбольних клубів Азії в цілому. Клуб «Естегляль» (Тегеран) було засновано на декілька місяців раніше, але футбольна команда клубу розпочала свою діяльність лише 4 роки по тому.

### Посол чесної гри
«Барг», у порівнянні з рештою футболу Ірану, в якому щороку фіксується сотні змов та корупційних дій, має бездоганну репутацію в плані «чесної гри», цю чесність можна простежити вже починаючи з 7-го року існування клубу. Проте клуб декілька разів ставав жертвою «нечистих» дій з боку інших футбольних клубів Ірану, нижче наведений список таких інцидентів за останні 15 років:
У 2001 році «Барг» (Шираз) вилетів з першого до другого дивізіону. Але вперше в футбольній історії Ірану, Футбольна федерація Ірану залишила команду в першому дивізіоні, оскільки команда не дорахувалася 22-ох очок через дії, які Федерація називала «несправедливими рішеннями». На той час у дивізіоні виступало лише 12 команд.
«Барг» (Шираз) - «Сепаган» (Іран), 2004 рік: У вказаному вище матчі протягом перших 30 хвилин було 5 очевидних офсайдів, на які головний арбітр поєдинку «закривав очі». Й один з них «Сепаган» реалізував. Детальніше ці «прорахунки» були доступними на ТВ-шоу 90 (перс. برنامه نود).
У 2010 році Барг (Шираз) не зміг вийти до Ірансько Про Ліги, оскільки вони забили на декілька м'ячів менше, ніж «Дамаш Гілян». Матчі цих команд в останньому турі мали розпочатися одночасно, але поєдинок «Дамага» розпочався з 15-хвилинним запізненням. Дізнавшись про перемогу «Барга» в Араці, «Дамаш» відзначився голом на останній хвилині матчу й здобув путівку до Іранської Про Ліги. Того ж року одразу 22 гравці «Дамашу» було покарано за вживання допінгу, проте жодних санкцій щодо клубу за цей інцидент застосовано не було.

### Успіх
Успіхи «Барга» є дуже скромними; тим не менше вони здобули статус топ-клубу Ширазу, оскільки команда брала участь у Кубку Тахт Джамшид, ІПЛ та Лігу Азадеган. Протягом багатьох років «Барг» виступав у нижчих дивізіонах Іранського чемпіонату. Найбільшим успіхом в історії клубу стала перемога в Кубку Хазфі 1997 року. Протягом останніх років команда була середняком чемпіонату або боролося за виживання. Сезон 2007/08 років став найкращим в історії «Барга» за період виступів у національних чемпіонатах, під керівництвом Махмуда Яварі завершила чемпіонат на 7-му місці. Проте в сезоні 2008/09 років «Барг» змінив трьох тренерів й за підсумками сезону залишив Про лігу.

### Темні роки
Сезон 2011/12 років у Лізі Азадеган виявився провальним, оскільки команда мала проблеми з спонсором клубу (зазвичай, Міністерство енергетики Ірану та електровимірювальна компанія Фарс). Цього сезону офіційні власники клубу відмовилися надалі фінансувати команду. Отож, два бізнесмени-добровольці Шекарі та Абегешт взяли на себе відповідальність за функціонування клубу, у їх власності клуб почав переживати найгірші роки в своїй історії. «Барг» вилетів до другого дивізіону. У 2012 році новий власник клубу Хоссейн Фарсі обмінявся ліцензіями з клубом Ліги Азадеган «Стіл Азін», отож клуб знову отримав можливість виступати в Лізі Азадеган.

## Досягнення
- Кубок Хазфі
  -  Володар (1): 1997
  -  Фіналіст (1): 1996

- Ліга 2 (Іран)
  -  Володар (2): 1997, 2000

### Неофіційні трофеї
- Золотий кубок Ага Хана
  -  Володар (1): 1970

## Ширазьке дербі
Ширазьке дербі (перс. شهرآورد شیراز) — матчі між двома найбільшими клубами Ширазу. «Барг» (Шираз) та «Фаджр Сепасі».

## Статистика виступів у національних турнірах
| Сезон   | Ліга               | Місце          | Кубок Хазфі       |
| 1975–76 | Кубок Тахт Джамшид | 14-те          | 1/8 фіналу        |
| 1976–77 | Кубок Тахт Джамшид | 11-те          | 1/8 фінал         |
| 1977–78 | Кубок Тахт Джамшид | 7-ме           | Не відбувся       |
| 1978–79 | Кубок Тахт Джамшид | не завершився  | Не відбувся       |
| 1990–91 | Не відбувся        | Не відбувся    | 1/8 фіналу        |
| 1991–92 | Ліга 2 (Іран)      | 1-ше           | Не відбувся       |
| 1992–93 | Ліга Азадеган      | 6-те           | Не відбувся       |
| 1993–94 | Ліга Азадеган      | 12-те          | 1/8 фіналу        |
| 1994–95 | Ліга Азадеган      | 3-тє           | 1/16 фіналу       |
| 1995–96 | Ліга Азадеган      | 6-те           | Фінал             |
| 1996–97 | Ліга Азадеган      | 8-ме           | Володар           |
| 1997–98 | Ліга Азадеган      | 15-те          | Не відбувся       |
| 1998–99 | Ліга 2 (Іран)      | 3-тє           | 1/16 фіналу       |
| 1999-00 | Ліга 2 (Іран)      | 1-ше           | 1/16 фіналу       |
| 2000–01 | Ліга Азадеган      | 11-те          | 1/8 фіналу        |
| 2001–02 | Про Ліга           | 8-ме           | 1/8 фіналу        |
| 2002–03 | Про Ліга           | 10-те          |                   |
| 2003–04 | Про Ліга           | 12-те          | 1/8 фіналу        |
| 2004–05 | Про Ліга           | 12-те          |                   |
| 2005–06 | Про Ліга           | 14-те          | 1/16 фіналу       |
| 2006–07 | Про Ліга           | 12-те          | 1/8 фіналу        |
| 2007–08 | Про Ліга           | 7-ме           | 1/2 фіналу        |
| 2008–09 | Про Ліга           | 18-те          | 1/8 фіналу        |
| 2009–10 | Ліга Азадеган      | 3-тє           | 1/8 фіналу        |
| 2010–11 | Ліга Азадеган      | 9-те           | 2-ий раунд        |
| 2011–12 | Ліга Азадеган      | 14-те          | 2-ий раунд        |
| 2012–13 | Ліга Азадеган      | 13-те          | 1/16 фіналу       |
| 2013–14 | Ліга 2 (Іран)      | 12-те          | 3-ій раунд        |
| 2014–15 | Ліга 3 (Іран)      | 4-те (група B) | Не кваліфікувався |
| 2015–16 | Ліга 3 (Іран)      | 4-те (Група C) | Не кваліфікувався |
| 2016–17 | Ліга 3 (Іран)      |                | Не кваліфікувався |

## Спонсори клубу
| Період  | Форма виробника                                     | Спонсор виробництва форми |
| ------- | --------------------------------------------------- | ------------------------- |
| 2003–04 | Daei SWE                                            | RTC                       |
| 2004–05 | Daei SWE                                            | 1&1                       |
| 2005–06 | Daei SWE                                            | 1&1                       |
| 2006–07 | Daei SWE                                            | Daity                     |
| 2007–08 | Majid [Архівовано 6 червня 2017 у Wayback Machine.] | 1&1                       |
| 2008–09 | Daei SWE                                            | Samsung                   |

## Власники клубу
| Ім'я                 |
| -------------------- |
| Ібрагім Нематоллаї   |
| Джафар Бегман        |
| Кікавуш Біжан        |
| Сірус Ширвані        |
| Хамід Мотагед        |
| Мохаммед Гаді Акбарі |
| Халіл Салегі Карунян |
| Голям Реза Абегешт   |
| Расул Фалаг          |

## Відомі тренери
| - Ібрагім Аббасі - Біжан Байдарі - Карнік Меграбян - Аббас Разаві - Халіл Салегі Карунян (1975–1976) - Хоссейн Хоссейнзаде - Махмуд Яварі (1978) - Ферейдун Асгарзаде (1995) - Голям Хоссейн Пейровані (1995) - Махмуд Яварі (1996) - Халіл Салегі Карунян (1996) - Ібрагим Біоградлич (1996) - Хассан Хабібі (1997) - Голям Хоссейн Пейровані (1998) - Мохаммед Аббасі (1999) - Асгар Шаріфі (2000–2001) - Ібрагім Гасемпур (2002) |  | - Мохаммед Аббасі (2002–2003) - Мохаммед Ахмадзаде (2003–2004) - Аббас Сімакані (2004) - Махмуд Яварі (2004–2005) - Златко Іванкович (2005–06) - Біджан Зольфагарнасаб (2006–2007) - Махмуд Яварі (2007–2008) - Мохаммед Аббасі (2008–2009) - Фаршад Піус (2009 – бер. 2009) - Расул Корбеканді (бер. 2009 – чер. 2009) - Алі Калантарі (лип. 2009–?) - Мегді Дінвазаде (2010–30 жов. 2010) - Аліреза Імаміфар (30 Oct 2010–2012) - Мердад Шекарі (2012) - Асгар Шаріфі (2012 – Jan 2013) - Мохаммед Аббасі (січ. 2013 – тр. 2014) - Саттар Заре (тр. 2014– ) |

## Відомі гравці
- Хемат Абедінеджад